# Fantasy Girls
Fantasy Girls is het debuutalbum van de Britse muziekgroep Charlie. De leider van de band is altijd min of meer Terry Thomas geweest, met daarbij John Anderson.

## Geschiedenis
Zanger John Anderson (niet te verwarren met Jon Anderson van Yes) en Terry Thomas speelden in 1971 samen met Nicko McBrain (later Iron Maiden) in de muziekgroep Axe. Anderson verliet de band en McBrain volgde hem. Thomas vond Martin Smith, Ray Bulloch en  Steve Gadd (niet te verwarren met de beroemde sessiedrummer, die o.a. voor Steely Dan speelde) bereid een groep te vormen. Bulloch vertrok met ruzie en Anderson kwam terug. De bandnaam wordt Charlie Cuckoo, later ingekort tot Charlie. De band gaf optredens in en rond Londen. Decca gaat in zee met de band en bood een contract voor vier singles aan.  I need your love werd opgenomen en uitgebracht; geen succes. Knocking at your door, de beoogde tweede single, werd wel opgenomen, maar werd niet uitgebracht. In 1975 kreeg de band een nieuwe manager en trad samen op met Tim Rose als ze ontdekt worden door Trident Audio Productions, die daarvoor Queen bracht. Het duurde nog een hele tijd voordat Trident daadwerkelijk iets voor de band ging betekenen. In 1976 mag de band onder leiding van producer Roy Thomas Baker (begeleidde ook Queen) aan de opnamen beginnen voor een album. Deze deal gaat uiteindelijk niet door; Mike Stone (19) werd de nieuwe producer. Hun eerste optreden als beroeps vond plaats in het voorprogramma van The Who (december 1975.
Fantasy Girls werd uitgebracht en de band mag optreden met Bad Company en later met Focus. Weer later mag de band zelf optredens verzorgen. Het album Fantasy girls verkocht redelijk.
De geschiedenis van de band werd vanaf dat moment geteisterd door onwil van het management van Trident en allerlei platenlabels. De band kreeg enige successen, maar het grote succes bleef uit. De band haalde bijvoorbeeld OOR's Pop-encyclopedie niet.

## Musici
- Terry Thomas – zang, gitaar
- John Anderson – zang, basgitaar
- Martin Smith – gitaar
- Steve Gadd – slagwerk.

## Tracklist
| Nr. | Titel                          | Duur |
| --- | ------------------------------ | ---- |
| 1.  | Fantasy girls (Thomas)         | 4:35 |
| 2.  | Miss Deluxe (Thomas)           | 3:56 |
| 3.  | TV Dreams (Thomas)             | 3:04 |
| 4.  | Prisoners (Thomas)             | 5:57 |
| 5.  | First class traveller (Thomas) | 2:50 |
| 6.  | Greatcoat guru (Thomas)        | 5:09 |
| 7.  | Please let me know (Thomas)    | 4:01 |
| 8.  | Don’t let me down (Thomas)     | 2:24 |
| 9.  | It’s your life (Thomas)        | 5:29 |
| 10. | Summer romances (Charlie)      | 5:04 |

## bron
- de compact disc
- Charlie